# ناحیه الکتون، شهرستان کلی، مینه سوتا
ناحیه الکتون (به انگلیسی: Elkton Township) یک منطقهٔ مسکونی در ایالات متحده آمریکا است که در شهرستان کلی، مینه‌سوتا واقع شده‌است.
 ناحیه الکتون ۹۳٫۷ کیلومتر مربع مساحت و ۲۸۳ نفر جمعیت دارد و ۲۹۸ متر بالاتر از سطح دریا واقع شده‌است.